# Queen’s Park Savannah

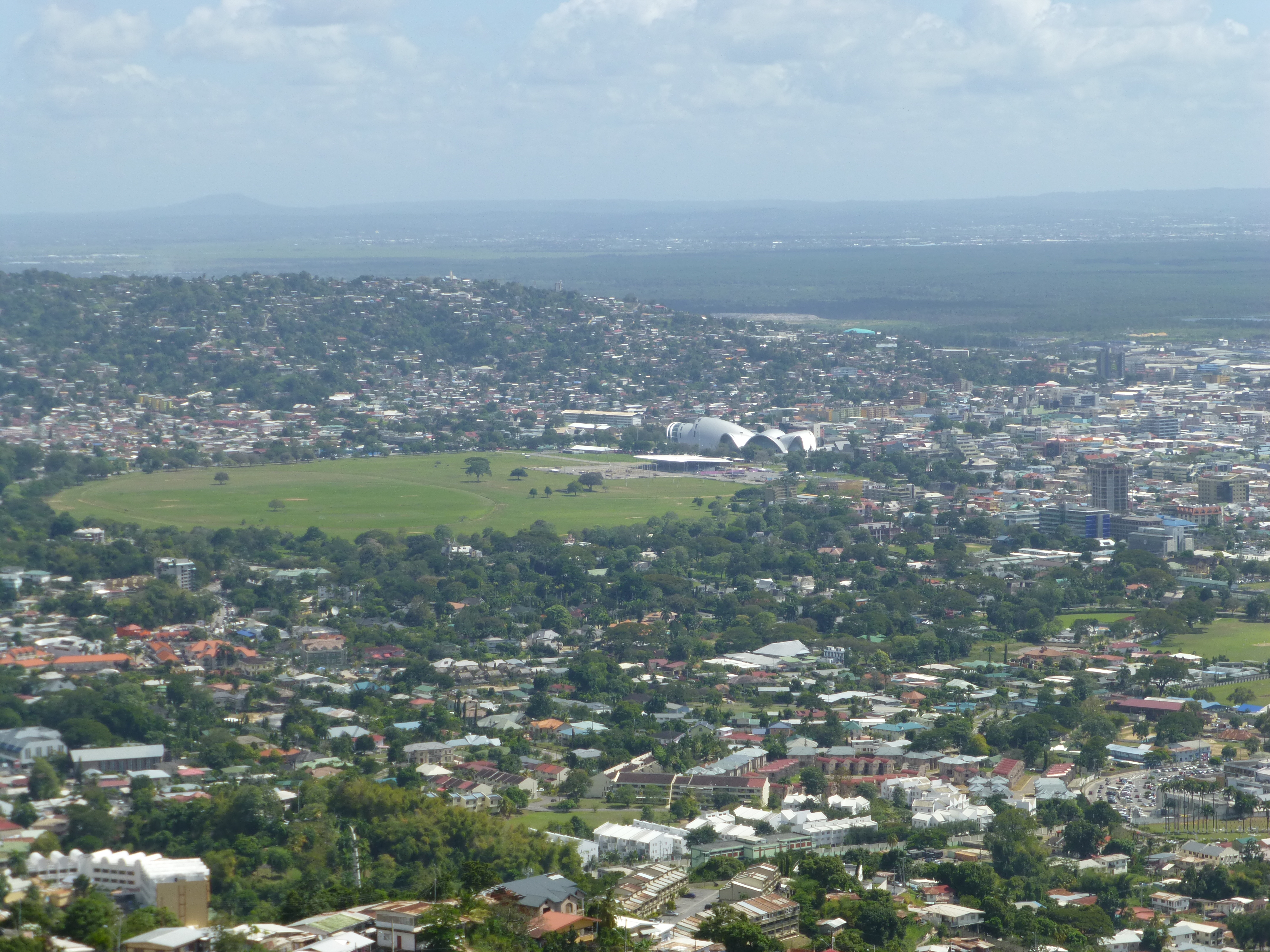
Die Savannah von Fort George aus gesehen

Die Queen’s Park Savannah (im alltäglichen Sprachgebrauch verkürzt zu Savannah, in den Printmedien auch QPS) ist eine Parkanlage in Port of Spain. Mit 110 Hektar ist sie die größte urbane Freifläche in Trinidad und Tobago.

## Geschichte

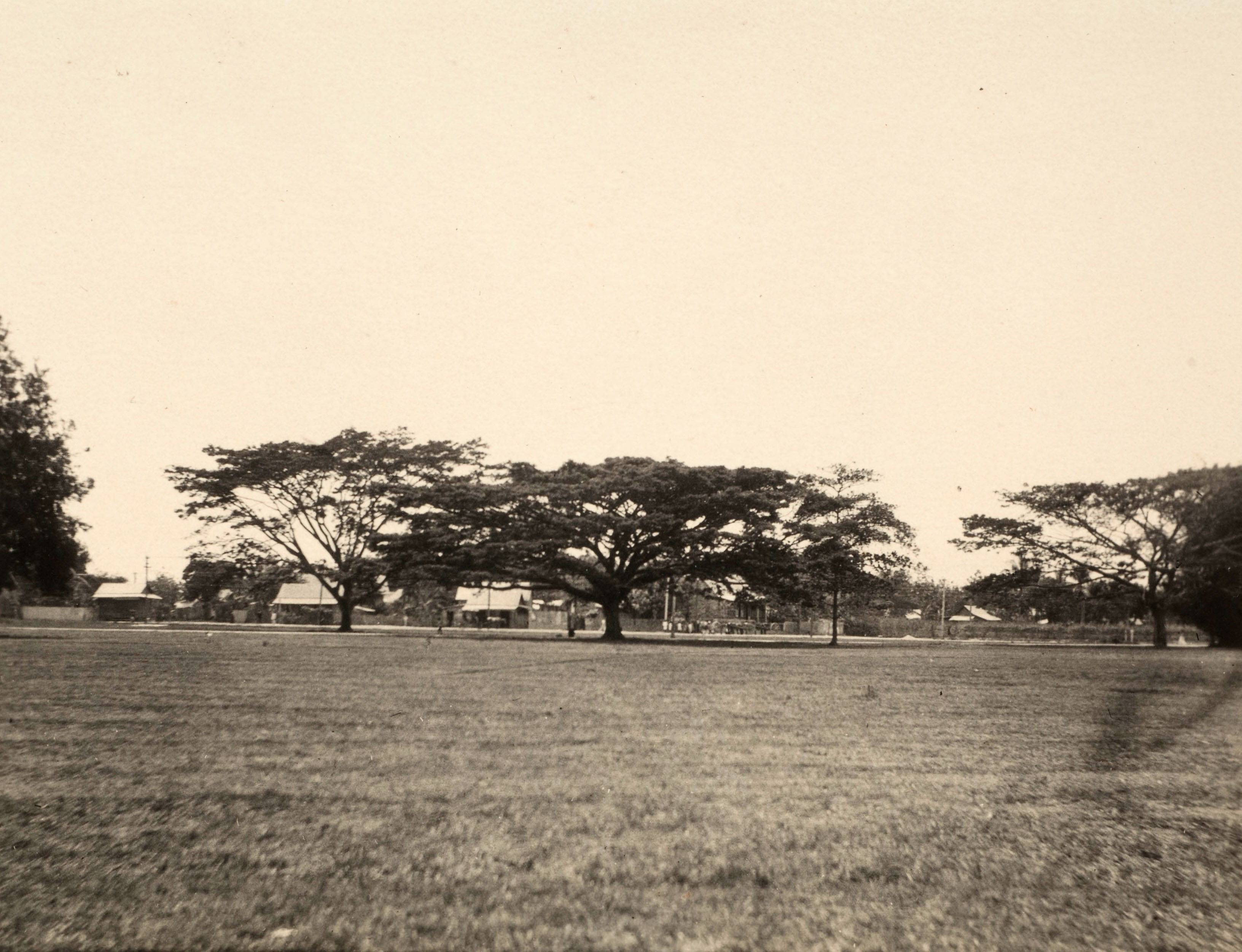
Die Savannah 1912

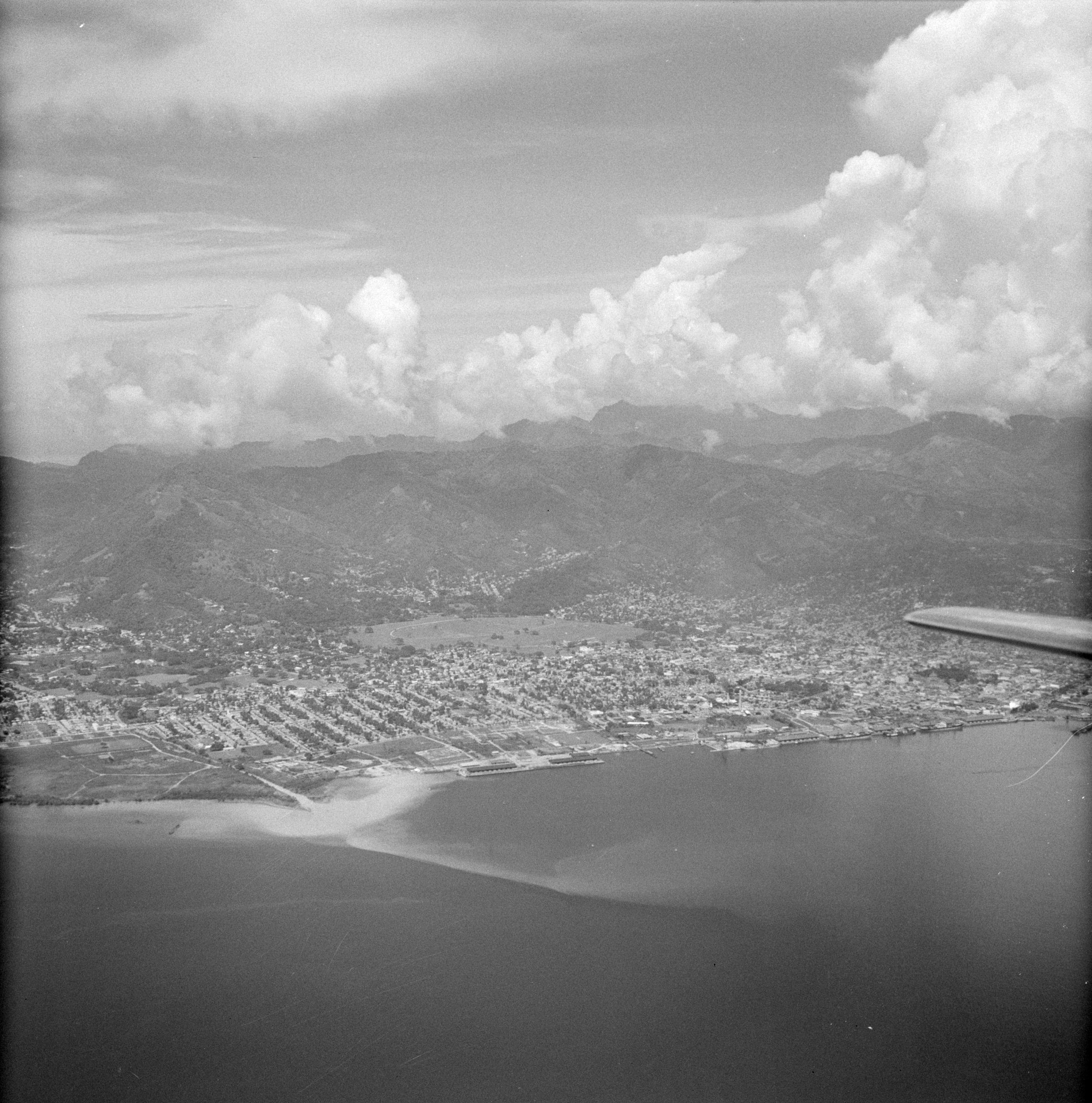
Luftbild von 1955

Die jetzige Savannah war ursprünglich eine Plantage namens Paradise Estate im Eigentum der französischstämmigen Kaufmannsfamilie Peschier, die 1781 von Grenada nach Trinidad migrierte, um Zuckerrohr anzubauen. 1782 bekamen die Peschiers im Rahmen der Cédula de Población, eines Edikts von 1776 zur Ansiedlung katholischer Farmer auf Trinidad, von Gouverneur Martín de Salaverría Land nördlich der damaligen Stadtgrenze von Port of Spain zugesprochen. Im August 1817 kaufte der Rat der Stadt auf Anweisung des Gouverneurs Ralph Woodford den Peschiers für 6000 Pfund (heute ca. 550.000 Euro) 94 Hektar Land ab, das zunächst Grand Savannah genannt und als städtische Viehweide sowie Naherholungsfläche genutzt wurde. Woodford hatte beim Kauf der Fläche einen Park nach britischem Vorbild im Sinn, was für die eingesessenen Einwohner Trinidads aber ein ungewohntes Konzept darstellte. Größere Grasflächen wurden auf einen Arawak-Begriff zurückgehend in der spanischen Sprache der ehemaligen Kolonialherren als „sabana“ bezeichnet, sodass sich für den designierten „Park“ in der Bevölkerung der Begriff „Savannah“ etablierte.
1819 kaufte die Stadt eine Parzelle der Hollandais-Plantage im Norden der Savannah hinzu und integrierte sie teilweise in die Freifläche. Mitte des 19. Jahrhunderts erfolgte eine Umwandlung in einen Park. Von 1828 bis in die 1990er-Jahre hinein wurde der südliche Teil des Parks für Pferderennen genutzt; im nördlichen Teil wurde Cricket gespielt. 1837 wurde die Grand Savannah anlässlich der Thronbesteigung von Königin Victoria in Queen’s Park umbenannt, der Zusatz Savannah setzte sich aber in der Bevölkerung durch. 1844 wurde im Südwesten der Savannah die anglikanische All Saints Church erbaut, das älteste heute noch existierende Gebäude rund um den Park. 1854 wurde der „Grand Stand“ errichtet, eine mittlerweile mehrfach renovierte Tribüne, von der aus zunächst die Pferderennen und später die Karnevalsparaden verfolgt werden konnten. In der zweiten Hälfte des 19. Jahrhunderts wurde der Park als erster Golfplatz der Insel genutzt, was insofern eine Besonderheit darstellt, als dass er gleichzeitig weiter als Viehweide diente. 1871 beschrieb der Schriftsteller Charles Kingsley die Savannah in seinem Roman At Last: A Christmas in the West Indies und urteilte über die visuelle Präsentation des Parks vor dem Hintergrund der Berge der Northern Range, dass sich „weder London noch Paris (mit einem derartigen Park) schmücken könnten“. Ende des 19. Jahrhunderts organisierte sich die weiße Oberschicht in Sportvereinen. Der Queen’s Park Savannah Cricket Club hatte seine Basis ebenso im Park wie die trinidadische Polomannschaft, die in der Savannah „Länderspiele“ gegen andere britische Kolonien abhielt. 1896 zogen die Cricketspieler in das neu erbaute Queen’s Park Oval 500 Meter weiter westlich. 1902 installierte die kanadische Firma Trinidad Electric, die große Teile des trinidadischen Straßenbahnnetzes betrieb, eine Ausflugsbahnlinie rund um die Savannah, die von den Bewohnern gut angenommen wurde. Ab 1913 wurde die Savannah in Ermangelung einer anderen geeigneten Fläche als Flugplatz genutzt. Der erste Schauflug endete 1913 mit dem Tod des Piloten, des US-amerikanischen Flugpioniers Frank Boland. Während des Zweiten Weltkriegs bot die Regierung der Bevölkerung Parzellen der Savannah zur kostenlosen Nutzung als Anbaufläche an, um einer Knappheit importierter Lebensmittel entgegenzuwirken, die durch die Torpedierung von Frachtschiffen durch deutsche U-Boote ausgelöst worden war. Seit 1948 ist die Savannah der Austragungsort der jährlichen Karnevalsparaden in ihrer heutigen Form (Carnival Road March), die kompetitiven Charakter haben und deren Sieger seit 1955 im Rahmen des Marsches entlang des Grand Stand in der Savannah gekürt werden. Seit der Unabhängigkeit Trinidads 1962 findet in der Savannah (renovierungsbedingt mit Ausnahme der Jahre 2007–2009) die jährliche Parade zum Unabhängigkeitstag statt. Von 1963 bis 2001 wurde der Panorama-Wettbewerb in der Savannah abgehalten. 1993 fand in der Savannah das letzte Pferderennen statt, da der Trinidad Turf Club seine Rennen auf die neu errichtete Pferderennbahn in Arima verlegte.

## Parkteile und Nutzung
Der „Grand Stand“ ist als feste Installation eine Tribüne mit Sicht nach Norden. Für große Veranstaltungen wird gegenüber dem Grand Stand eine temporäre Tribüne mit Sicht nach Süden aufgebaut; dies gilt primär für die Karnevalsumzüge. Der südöstliche Teil des Parks wird regelmäßig für Freiluftkonzerte genutzt; hierfür werden jeweils der Größe der Veranstaltung angepasste Bühnen aufgebaut und ein Teil des Geländes eingezäunt. In der südlichen Hälfte der Savannah befindet sich ein 600 m² großes, von einer Mauer umgebenes Stück Land, das sich als einziges Teilstück des Parks in Privatbesitz befindet: Der Familienfriedhof der Familie Peschier, der das Land ursprünglich gehörte. Über den Park verteilt gibt es Flächen für Cricket-, Fußball- und Rugbyspiele, darunter 26 Cricket- und 27 Fußballfelder; die Spiele der Schools Girls Rugby League werden in der Savannah ausgetragen. Im äußersten Nordwesten ist ein Teilstück des Parks durch dichten Baumbewuchs abgetrennt und als Landschaftsgarten gestaltet. Dieser „The Hollows“ genannte Teil war früher ein Wasserreservoir, das trockengelegt und bepflanzt wurde; außerdem wurden hier kleine Teiche angelegt. Am südlichen und westlichen Rand der Savannah betreiben Straßenverkäufer Stände für Kokosnüsse und Mais.

## Flora
Rund um die Savannah herum wurden begrenzende Bäume gepflanzt; einige Bäume wachsen auch im Park selbst. An Baumarten finden sich Flammenbaum, Kanonenkugelbaum, Korallenbäume, Regenbaum, Tabebuia rosea (Pink Poui) und Tabebuia serratifolia (Yellow Poui).

## Umgebung
Die Queen’s Park Savannah grenzt nördlich an den Stadtteil Downtown bzw. nordöstlich an den Stadtteil Newtown und damit unmittelbar an das Zentrum von Port of Spain an. Im Westen grenzt der Park an den Stadtteil St. Clair, im Osten an Belmont. Die Grenze zur östlich von Port of Spain gelegenen Region und Verwaltungseinheit San Juan-Laventille verläuft mitten durch die Queen’s Park Savannah hindurch. Die um den Park herumführenden Straßen mit zusammen 3,7 Kilometern Länge werden in Trinidad oft als der „größte Kreisverkehr der Welt“ bezeichnet, was aber nicht den Tatsachen entspricht.
Nördlich an den Park schließen sich die Royal Botanic Gardens, der Emperor Valley Zoo und das President’s House an, der Wohn- und Amtssitz des Präsidenten der Republik. Am westlichen Ende der Savannah befinden sich die Magnificent Seven, ein Ensemble aus sieben zu Beginn des 20. Jahrhunderts erbauten, extravagant gestalteten Häusern. Das Nationalmuseum und die baulich auffällige National Academy for the Performing Arts grenzen südlich an den Park.

## Galerie

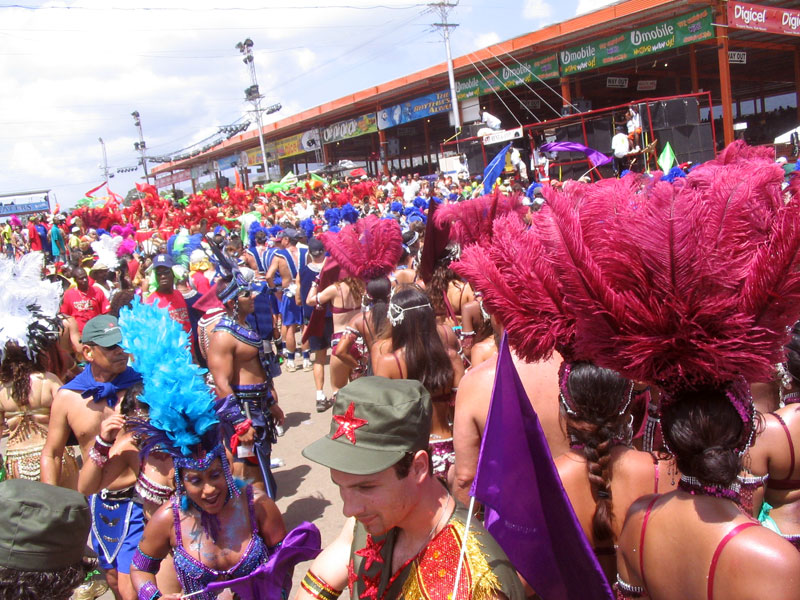
Karnevalisten am Grand Stand
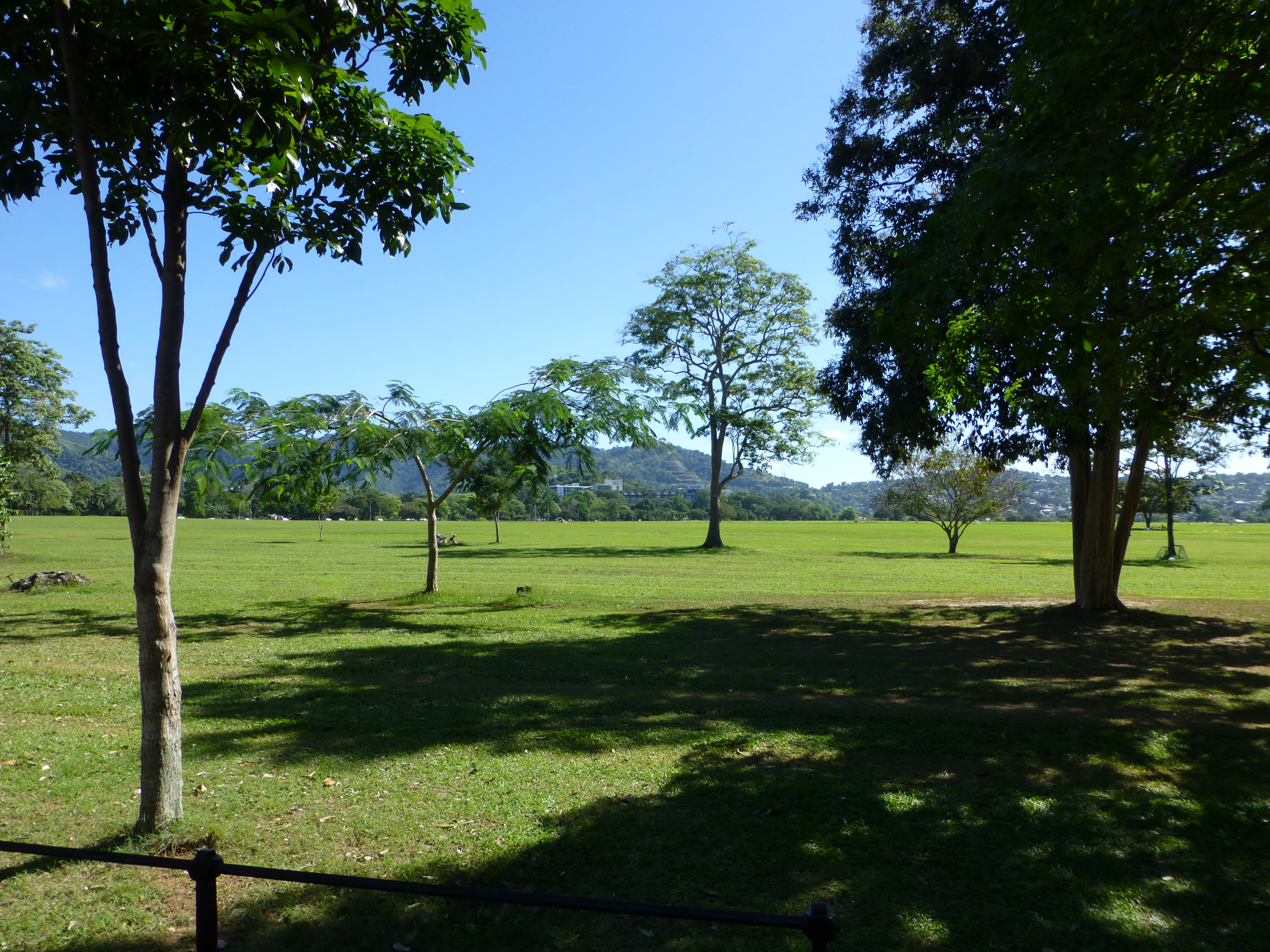
Nordteil der Savannah
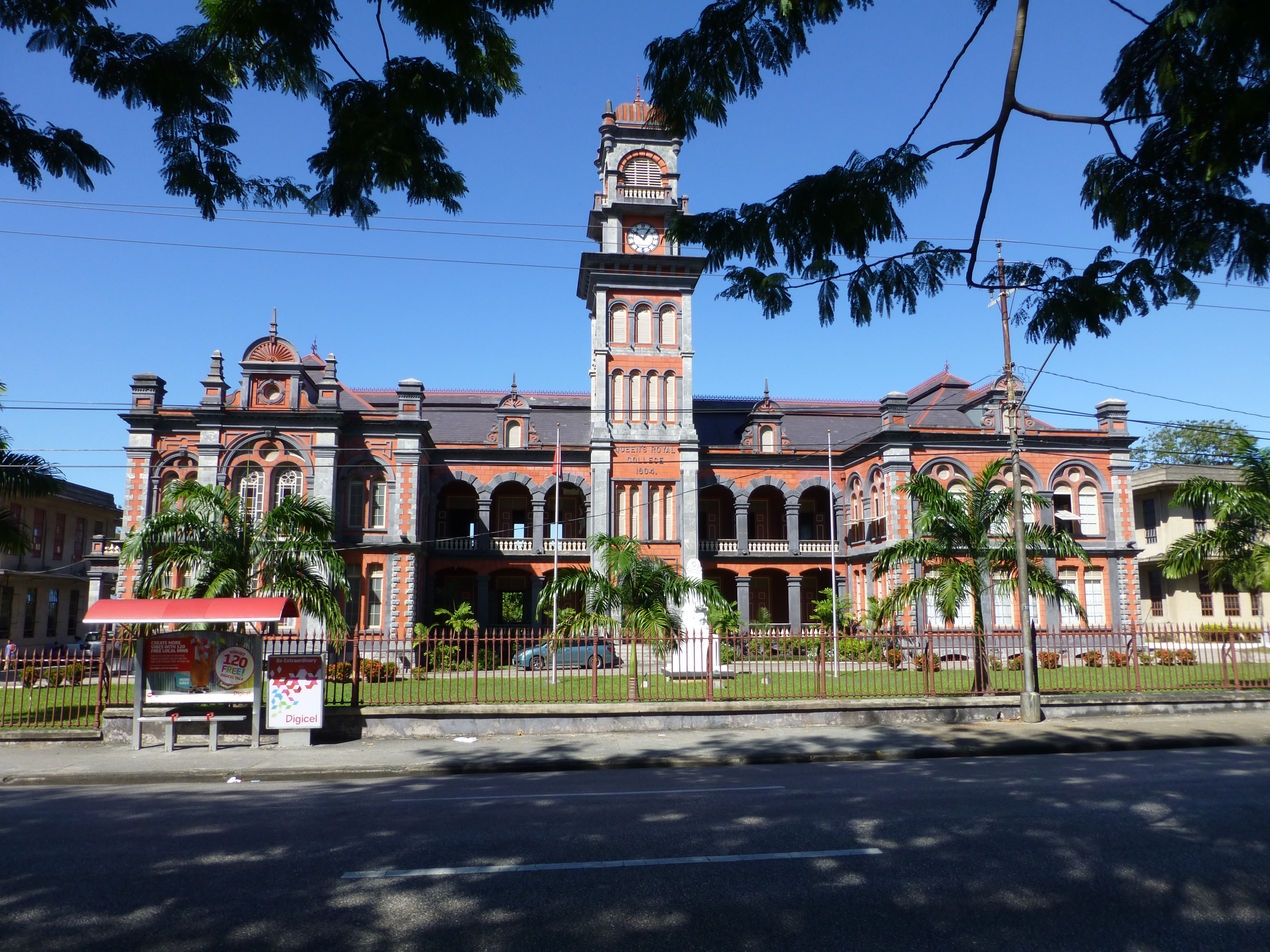
Das Queen’s Royal College am Westrand der Savannah